# Rafael Delgado
Rafael Delgado är en kommunhuvudort i Mexiko.   Den ligger i kommunen Rafael Delgado och delstaten Veracruz, i den sydöstra delen av landet, 230 km öster om huvudstaden Mexico City. Rafael Delgado ligger 1 146 meter över havet och antalet invånare är 7 823.
Terrängen runt Rafael Delgado är kuperad åt nordost, men åt sydväst är den bergig. Runt Rafael Delgado är det ganska tätbefolkat, med 166 invånare per kvadratkilometer. Närmaste större samhälle är Córdoba, 17,4 km nordost om Rafael Delgado. I omgivningarna runt Rafael Delgado växer i huvudsak städsegrön lövskog.